# Edward Hirsch
Edward Hirsch (* 3. Mai 1836 in Königreich Württemberg; † 29. Dezember 1909 in Salem, Oregon) war ein US-amerikanischer Geschäftsmann und Politiker (Republikanische Partei).

## Frühe Jahre
Edward Hirsch, Sohn von Ella Huhn und Samson Hirsch, wurde während der Regierungszeit von König Wilhelm I. im Königreich Württemberg geboren. Über seine Jugendjahre ist nichts bekannt. 1855 wanderte er in die Vereinigten Staaten ein. Er kam in New York City an, wo er sich sofort auf die Suche nach einer Arbeit machte. Seine Bemühungen scheiterten allerdings und so zog er in das benachbarte Pennsylvania. Dort konnte er eine Schreiberstelle in einem Geschäft in einer kleinen Town im Mercer County bekommen. Sein Gehalt betrug damals 75 US-Dollar pro Jahr. Er blieb dort mehrere Monate lang und zog dann nach Georgia, wo er zwei Jahre lang verblieb. Den größten Teil dieser Zeit verbrachte er in Macon (Bibb County). Während dieser Zeit wuchs bei ihm der Wunsch in den Westen zu ziehen. Dafür reiste er 1858 zuerst wieder nach Norden und bestieg dann dort mit seinem Bruder Solomon Hirsch das Dampfschiff Star of the West. Die Reise ging über den Isthmus von Panama in Richtung des Oregon-Territoriums. Sie erreichten Mitte April 1858 Portland. Einige Monate später eröffneten sie ein Einzelhandelsgeschäft in Dallas (Polk County). Sie blieben dort etwa drei Jahre und zogen dann nach Silverton (Marion County), wo sie drei Jahre lang ein Unternehmen für Konsumgüter betrieben. Diese Jahre waren vom Bürgerkrieg überschattet. Sie lösten schließlich ihre Partnerschaft auf. Edward Hirsch zog nach Salem (Oregon), wo er einige Zeit als Verkäufer bei J.B. & M. Hirsch tätig war. 1866 wählte man ihn zum Präsidenten und Bereichsleiter bei Eagle Woolen Mills in Brownsville (Linn County). Daraufhin zog er dorthin, wo er über zwei Jahre lang für das Unternehmen tätig war. 1868 kehrte er nach Salem zurück. Er beteiligte sich 1869 an dem Handelsunternehmen Hermann & Hirsch of Salem. Der Name wurde 1876 zu L. & E. Hirsch geändert.

## Politische Laufbahn
Hirsch saß mehrere Male im Stadtrat von Salem. Ferner war er viele Jahre lang ein prominentes und aktives Mitglied der Republikanischen Partei. In diesem Zusammenhang hatte er 1876 den Vorsitz im Republican County Central Committee.
Bei der Republican State Convention im Jahr 1878 in Salem nominierten ihn viele seiner Parteifreunde für den Posten als Treasurer of State von Oregon. Trotz eines starken Wettbewerbs bei dem Konvent setzte er sich als republikanischer Kandidat durch. Einige Monate später wurde er mit einer großen Mehrheit zum Treasurer of State gewählt. Seine Wiederwahl erfolgte 1882. Er bekleidete den Posten vom 9. September 1878 bis zum 10. Januar 1887.
Während seiner Administration war er in der Lage die steuerliche Belastung auf ein Siebtel der Ausgangslage zu reduzieren, welche er zum Amtsantritt antraf. In diesem Zusammenhang wiesen die Staatspapiere zum Zeitpunkt seines Amtsantritts einen Abschlag auf. Unter seinem Management stiegen diese rapide und hatten innerhalb weniger Monate ihren Nennwert wieder erreicht. Zusätzlich wurde der hohe Steuersatz während seiner Administration auf einen sehr niedrigen gesenkt. Als er 1878 sein Amt antrat, hinterließ ihm sein Vorgänger A. H. Brown einen Betrag von 112.000 US-Dollar, wohingegen er seinem Nachfolger G. W. Webb 388.000 US-Dollar hinterließ.
Ein weiterer Punkt während seiner Administration war der schlechte Zustand des Staatsgefängnisses. Während seiner achtjährigen Amtszeit unternahm Hirsch zahlreiche Unterfangen, um den Zustand zu verbessern. Es wurde ein neuer Gefängnisflügel mit doppelreihigen Eisenzellen gebaut sowie ein neues solides Mauerwerk oder Palisade. Innerhalb dieser Mauern wurden große und geräumige Geschäfte aus Backstein und Gießereien errichtet. Darüber hinaus wurden Reparaturarbeiten durchgeführt, wie der Böden, und die Backsteinscheune für die gesamte Einrichtung fertiggestellt.

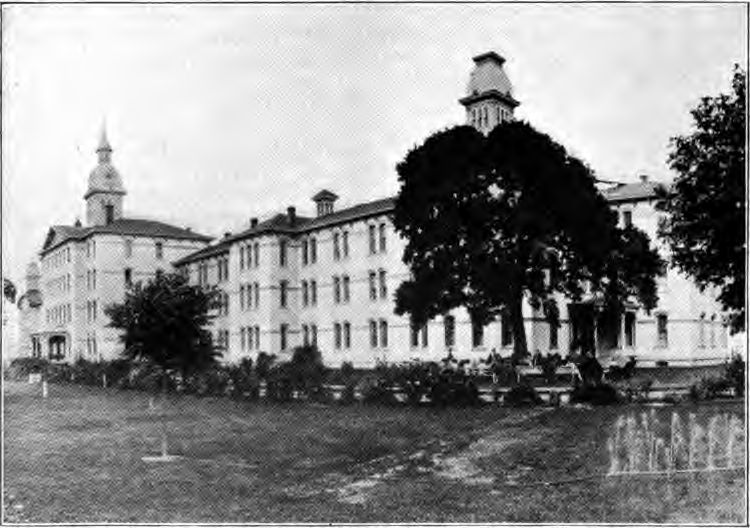
Oregon State Insane Asylum in Salem (um 1920)

Während seiner Amtszeit als Treasurer of State von Oregon saß er in der Public Building Commission, der State Asylum Commission, der Canal and Lock Commission und der Board of School Land Commission. Seine Tätigkeit in der Public Building Commission führte zu der Errichtung des Oregon State Insane Asylums. Der Entwurf und der Bau fanden während seiner Administration statt. Dabei wurde auf Vorsorge, Fürsorge, Wirtschaftlichkeit und umsichtiges Management großen Wert gelegt.

## Späte Jahre
Hirsch war Mitglied vom Independent Order of Odd Fellows und vom Ancient Order of United Workmen. Er verstarb 1909 in Salem (Oregon) und wurde dann auf dem Beth Israel Cemetery in Portland (Oregon) beigesetzt.

## Familie
Am 18. Mai 1868 heiratete er Natalie „Nettie“ Davis (1845–1934). Das Paar bekam sieben Kinder: Ella E. (1868–1918), Gertrude (1870–1934), Lou Lulu (1872–1952), Maude (1873–1935), Leona, Myer (1878–1937) und Guy S. (1879–1950).
Hirsch und seine Ehefrau gingen sozialen und öffentlichen Belangen nach.